# Ransom County
Ransom County ist ein County im Bundesstaat North Dakota der Vereinigten Staaten. Der Verwaltungssitz (County Seat) ist Lisbon.

## Geographie
Das County liegt fast im äußersten Südosten von North Dakota und hat eine Fläche von 2238 Quadratkilometern, wovon 4 Quadratkilometer Wasserfläche sind. Es grenzt im Uhrzeigersinn an folgende Countys: Cass County, Richland County, Sargent County, Dickey County, LaMoure County und Barnes County.

## Geschichte
Ransom County wurde 1873 gebildet. Benannt wurde es nach dem in der Nähe gelegenen Fort Ransom.
Neun Bauwerke und Stätten des Countys sind insgesamt im National Register of Historic Places eingetragen (Stand 1. April 2018).

## Demografische Daten

Alterspyramide des Ransom County

Nach der Volkszählung im Jahr 2000 lebten im Ransom County 5.890 Menschen in 2.350 Haushalten und 1.560 Familien. Die Bevölkerungsdichte betrug 3 Einwohner pro Quadratkilometer. Ethnisch betrachtet setzte sich die Bevölkerung zusammen aus 97,93 Prozent Weißen, 0,19 Prozent Afroamerikanern, 0,32 Prozent amerikanischen Ureinwohnern, 0,25 Prozent Asiaten und 0,37 Prozent aus anderen ethnischen Gruppen; 0,93 Prozent stammten von zwei oder mehr Ethnien ab. 0,81 Prozent der Bevölkerung waren spanischer oder lateinamerikanischer Abstammung.
Von den 2.350 Haushalten hatten 31,0 Prozent Kinder und Jugendliche unter 18 Jahre, die bei ihnen lebten. 58,1 Prozent waren verheiratete, zusammenlebende Paare, 5,1 Prozent waren allein erziehende Mütter, 33,6 Prozent waren keine Familien, 30,7 Prozent waren Singlehaushalte und in 15,5 Prozent lebten Menschen im Alter von 65 Jahren oder darüber. Die Durchschnittshaushaltsgröße betrug 2,39 und die durchschnittliche Familiengröße lag bei 3,01 Personen.
Auf das gesamte County bezogen setzte sich die Bevölkerung zusammen aus 25,0 Prozent Einwohnern unter 18 Jahren, 5,9 Prozent zwischen 18 und 24 Jahren, 25,4 Prozent zwischen 25 und 44 Jahren, 22,4 Prozent zwischen 45 und 64 Jahren und 21,2 Prozent waren 65 Jahre alt oder darüber. Das Durchschnittsalter betrug 41 Jahre. Auf 100 weibliche Personen kamen 106,2 männliche Personen. Auf 100 Frauen im Alter von 18 Jahren oder darüber kamen statistisch 105,8 Männer.
Das jährliche Durchschnittseinkommen eines Haushalts betrug 37.672 USD, das Durchschnittseinkommen der Familien betrug 44.865 USD. Männer hatten ein Durchschnittseinkommen von 35.023 USD, Frauen 18.772 USD. Das Prokopfeinkommen betrug 18.219 USD. 6,3 Prozent der Familien und 8,8 Prozent Familien lebten unterhalb der Armutsgrenze. Davon waren 10,7 Prozent Kinder oder Jugendliche unter 18 Jahre und 8,2 Prozent waren Menschen über 65 Jahre.